# Font Baixa
La Font Baixa és una obra d'Amer (Selva) inclosa a l'Inventari del Patrimoni Arquitectònic de Catalunya.

## Descripció
Es tracta d'una font d'una mica entre mitjana i petita, amb un estat de conservació i manteniment força millorables. Està ubicada entre les acaballes del carrer de Sant Antoni i l'inici dels carrers de la Font Alta i de la Fira de Sant Martí.
Les instal·lacions de la font són bastant deplorables, ja que només presenten dos bancs -un a cada costat-, que es troben al mateix nivell del carrer, i que flanquegen la font, que es troba inserida en el mur de pedra, dintre d'una estructura de quart de cercle, semblant a una fornícula.
Sobre la font tenim una obertura quadrangular amb llinda i muntants de pedra, tancada amb una porta de fusta i al costat una placa molt evocadora que indica que la font va ser restaurada el 9/XI/1974 pels Amics d'Amer. La placa inclou una iconografia i entramat decoratiu que presenta dos pagesos acompanyats per dos porcs i gallines en primer pla, un personatge amb cavall i mula en un pla intermedi i al fons un personatge estirant una vaca i al davant seu tres xais.
Tanca la font, en la part superior, una volta d'arc de mig punt que té com a matèria primera la rajola, la qual està arrebossada i pintada.
Del costat de la font arrenca una escala que permet accedir al carrer de la Font del Turó, que simultàniament condueix al carrer de la Font Pobra.

## Història
Tal com indica la Placa, la font va ser restaurada el 9/11/1974 per l'associació coneguda popularment com els Amics d'Amer.